# کاستریوت درماکو
کاستریوت درماکو (انگلیسی: Kastriot Dermaku؛ زادهٔ ۱۵ ژانویهٔ ۱۹۹۲) بازیکن فوتبال اهل آلبانی است.
از باشگاه‌هایی که در آن بازی کرده‌است می‌توان به باشگاه فوتبال کوزنتسا کالچو، باشگاه فوتبال برشا، و باشگاه فوتبال امپولی اشاره کرد.
وی همچنین در تیم‌های ملی فوتبال زیر ۲۱ سال آلبانی و آلبانی بازی کرده‌است.